# Hazim Kamaledin

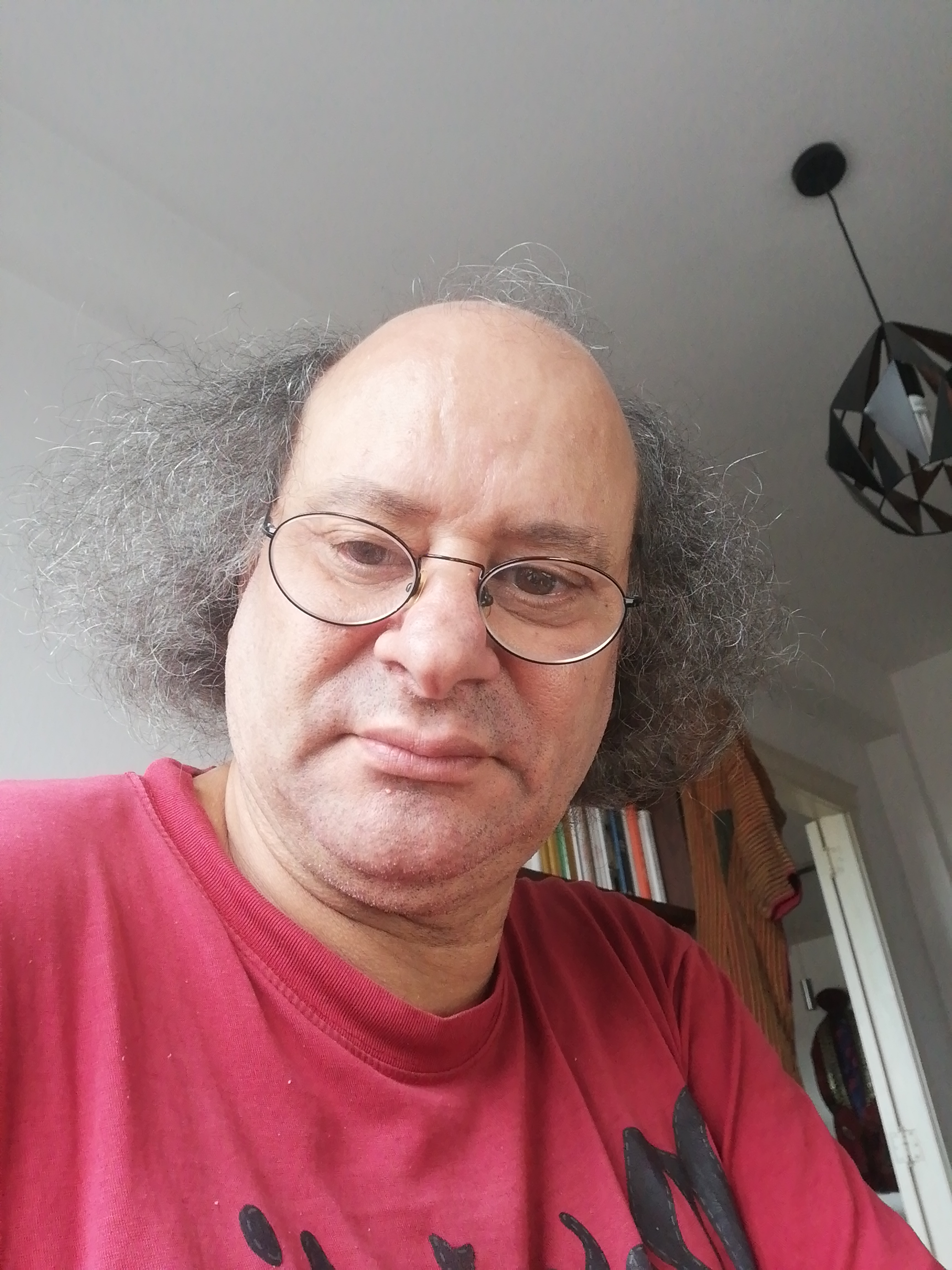
Selfie

Hazim Kamaledin حازم كمال الدين (Babylon, 22 december, 1954) is een Iraaks Belgische theatermaker (schrijver, regisseur, acteur, leraar), auteur (roman, proza, vertaler) en redacteur. 

## Levensloop
Kamaledin vluchtte eind jaren zeventig uit Irak. Hij werd er bedreigd, opgepakt en gefolterd, omdat hij weigerde theater te maken ten dienste van de Iraakse dictator Saddam Hoessein. Na veel omzwervingen, via Syrië, Turkije, Bulgarije, Libanon en Griekenland belandde hij in België. Hier werd hij artistiek leider van de theatergroep Woestijn '93 en daarna van theatergroep Cactusbloem, waar hij ook teksten voor schreef. Hij publiceerde zijn eerste Nederlandstalige roman Oraal, bij Beefcake Publishing (2011). Met de theaterstukken ‘The Babylonian Mona Lisa’, ‘Oedipus’ en ‘Black Spring’ is hij de internationale toer opgegaan. Zijn boek Desertified Waters (roman) werd in 2015 genomineerd voor de Arabic Booker Price. Diverse andere boeken verschenen bij vzw Woestijn '93 en Cactusbloem. Kamaledin was betrokken bij ZebrART, de kunstenaarstak van Vluchtelingenwerk Vlaanderen sinds het ontstaan van de organisatie, en bleef lid van de Raad van bestuur tot maart 2014, toen de vereniging bij gebrek aan middelen de facto (voorlopig) op on hold werd gezet.
In 2014 werd Kamaledin door het Arabisch theaterinstituut uitgeroepen tot beste toneelschrijver van het jaar voor zijn toneeltekst ‘Gekheid met voorbedachten rade’. De uitreiking van de prijs vond plaats op 13 januari 2015 in Marokko (Théâtre National Mohammed V Rabat) tijdens de zevende editie van het prestigieuze Arabisch Theaterfestival.

## Kamaledin is als volgt actief
- - 2015-2018, Raad van bestuur PEN-Vlaanderen, België
  - 2014- Raad van bestuur, Arab Diaspora Theatre, Verenigde Arabische Emiraten
  - 2006-2014, Raad van Bestuur ZebrArt, België
  - 2000-2006, Art Director, Cactusbloem vzw, België
  - 1993-2003, Art Director, Woestijn '93, België
  - 1984-1987, Medeoprichter van Babylon Theatre Company, Syrië
  - 1979-1982, Editor (Literatuur), Al-Haqiqa Magazine, Libanon
  - 1979-1982, Editor (Literatuur), Balsam Magazine, Libanon & Syrië
  - 1979-1982, Medeoprichter en Raad van Bestuur, Jeugdtheatergezelschap, Libanon
  - 1974-1978, Acteur in de Modern Theatre Company, Irak

## Kamaledin als regisseur en artistieke leider
- 2004-2015 Artistiek directeur van de tg Cactusbloem, België
- 1993-2003 Artistieke leider Woestijn '93 België
- 1992-1993 Regisseur bij De Zwarte komedie België
- 1982-1987 Acteur / regisseur / Dramaturg theatergroep Babylon Syrië
- 1979-1982 acteur bij De Morgen Theatre Company, Libanon
- 1979-1982 Regisseur bij de Palestijnse groep Noah Ibrahim, Libanon
- 1975-1979 acteur bij de Modern Art Theatre Company, Irak

## Onderscheidingen
- 2014, Beste Theaterschrijver van het Jaar.[6]
- 2016, nominatie voor de Internationale prijs voor Arabische fictie voor zijn roman 'Desertified Water'.
- 2018, Arkprijs van het vrije woord.[7]

## Boeken

### Fictie

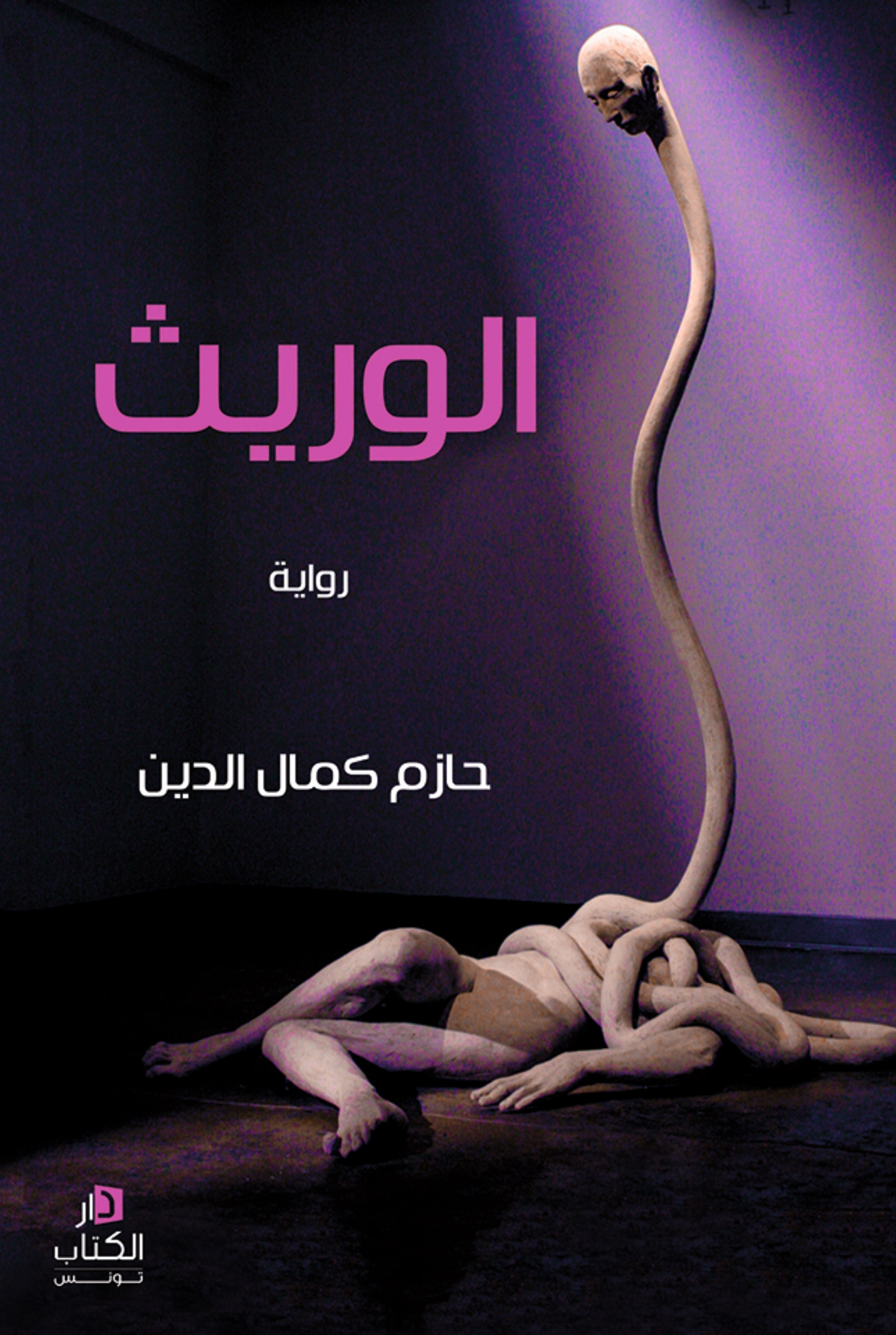
De Erfgenaam

- De Erfgenaam 2024, De Erfgenaam (romen)[8] in het Arabisch

- 2023, Koninkrijken (proza/toneel)[9] in het Nederlands

- 2022, Dalia Rushie's Affaires (roman)[10] in het Arabisch
- 2020, De verwarrende episodes van De Dame van Necrofilie (roman),[11] in het Arabisch[12]
- 2019, Meadows of Hell (roman)[13] in het Arabisch[14]
- 1994, Tombe der stilte (proza)[15] gepubliceerd door Woestijn '93, in het Arabisch.
- 2016, Schoonheid raast in mij tot ik sterf (roman) in het Nederlands[16][17]
- 2016, Arid waters (roman) مياه_متصحرة in het Arabisch[18]
- 2014, Cabaret (roman)[19] in het Arabisch[20]

### Theater
- 2016, Het Rieten huis, in het Arabisch بيت القصب, gepubliceerd door Arab Theatre Institute Sharjah Verenigde Arabische Emiraten
- 2016, Gekheid met voorbedachten rade, in het Arabisch السادرون في الجنون, gepubliceerd door Arab Theatre Institute[21][22] Sharjah Verenigde Arabische Emiraten.
- 2011, De Graftombe van de Dame, vier monologen, in het Arabisch عند مرقد السيدة, gepubliceerd door Dar Alghaoon, Libanon[23]
- 2003, El Addade, gepubliceerd door Woestijn '93[24]

### Vertalingen
- 2023, Kinderboek, uit het Nederlands naar het Arabisch. Uitgever; Querido; ISBN 978-9045129167
- 2022, Theater, De torens van Beiroet, door Paul Verrept, uit het Nederlands naar het Arabisch[25]
- 2020, Poëzie, De oksels van de bok, door Annemarie Estor, uit het Nederlands naar het Arabisch[26]
- 2019, Theater, Drie monologen voor een acteur, door Jan Fabre, uit het Nederlands naar het Arabisch[27]

## Op de scène (als auteur, regisseur & scenograaf)[28]
- 2024, (Scenografie & dramaturgie) Feathers, Choreografie Shaden Abu Alassel
- 2017, (Performer) Oorden&Woorden, Performance dichters en acteurs. PEN Vlaanderen
- 2013, (Acteur) WATAFAK. Film.
- 2016, (Coaching) Een moment van stilte voor Syrië. Performance met Belgische acteurs, dichter Nuri Al Jarrah en romanschrijver Ibrahim Al-Jabain. Victoria De Luxe
- 2013, (Tekst en regie) Black spring Coproductie Tg Cactusbloem en MT Space, Canada
- 2011, (Tekst en regie) The Babylonian Mona Lisa (Productie Tg Cactusbloem)
- 2011, (Acteur, fysieke trainer & Co-regie met Nuno Salihbegovic) Oedipus
- 2009-2010, (Tekst en regie) De graftombe van de dame[29]
- 1994-1995, (Tekst en regie) Blauw van as
- 2009-2010, (Tekst en regie) De graftombe van de dame[29]
- 2008-2009, (Tekst en regie) Oraal[30]
- 2007-2008, (Concept en regie) Bagdad bazaar[31]
- 2005-2006, (Concept en regie) Vvredestad[32]
- 2004-2005, (Tekst en regie) De tochten[33]
- 2003-2004, (Tekst en regie) El Addade[30]
- 2003-2004, (Tekst) El Sherife[34]
- 2003-2004, (Tekst) Balling[35]
- 2001-2002, (Bewerking en regie) De Kop van de Mameluk Djaber[36]
- 2001-2002, (Tekst en regie) Foto's in de storm[37]
- 1999-2000, (Tekst en regie) Pijnboom[38]
- 1999-2000, (Tekst en regie) Het oog van de dadel[39]
- 1998-2000, (Tekst en regie) De uren nul[40]
- 1997-1998, (Tekst en regie) Gamma van stilte[41]
- 1996-1997, (Senario en regie) Heupen met hersens[42]
- 1995-1996, (Tekst en regie) Les ombres dans le sable